# Championnat de Hong Kong de football 2013-2014
Navigation
Saison précédente Saison suivante
La saison 2013-2014 du Championnat de Hong Kong de football est la soixante-neuvième édition de la première division à Hong Kong, la First Division League. Elle regroupe, sous forme d'une poule unique, les douze meilleures équipes du pays qui se rencontrent deux fois, à domicile et à l'extérieur. En fin de saison, les deux derniers du classement sont relégués et remplacés par les deux meilleures équipes de deuxième division.
C'est le club de Kitchee SC qui remporte la compétition cette saison après avoir terminé invaincu en tête du classement final, avec seize points d'avance sur un duo composé de Sun Pegasus FC et du tenant du titre, South China AA. Il s'agit du sixième titre de champion de l'histoire du club, le troisième en quatre saisons.
La 11 février 2014, la fédération décide d'exclure les formations de Happy Valley AA et de Tuen Mun FC qui selon elle ne remplit pas les critères de participation à la compétition. Tous les résultats enregistrés face à ces deux équipes sont annulés et par conséquent, aucun club ne risque de relégation sportive à l'issue de la saison.

## Clubs participants
- South China AA
- Biu Chun Rangers
- Yokohama FC Hong Kong
- Tuen Mun FC
- Southern District FC
- Happy Valley AA - Promu de D2
- Sun Pegasus FC
- Citizen AA
- Kitchee SC
- Sun Hei
- Yuen Long District SA - Promu de D2
- Eastern Salon FC - Promu de D2

## Compétition
Le barème de points servant à établir les classements se décompose ainsi :
- Victoire : 3 points
- Match nul : 1 point
- Défaite : 0 point

### Classement
| Rang | Équipe                 | Pts | J  | G  | N | P  | Bp | Bc | Diff |
| ---- | ---------------------- | --- | -- | -- | - | -- | -- | -- | ---- |
| 1    | Kitchee SC             | 48  | 18 | 15 | 3 | 0  | 47 | 12 | +35  |
| 2    | Sun Pegasus FC         | 32  | 18 | 10 | 2 | 6  | 40 | 28 | +12  |
| 3    | South China AATS       | 32  | 18 | 8  | 8 | 2  | 35 | 24 | +11  |
| 4    | Southern District FC   | 21  | 18 | 5  | 6 | 7  | 25 | 32 | -7   |
| 5    | Biu Chun Rangers       | 21  | 18 | 5  | 6 | 7  | 23 | 32 | -9   |
| 6    | Eastern Salon FC'P'C   | 21  | 18 | 5  | 6 | 7  | 34 | 37 | -3   |
| 7    | Yuen Long District SAP | 20  | 18 | 5  | 5 | 8  | 25 | 33 | -8   |
| 8    | Sun Hei                | 19  | 18 | 5  | 4 | 9  | 32 | 41 | -9   |
| 9    | Citizen AA             | 18  | 18 | 4  | 6 | 8  | 25 | 33 | -8   |
| 10   | Yokohama FC Hong Kong  | 13  | 18 | 3  | 4 | 11 | 25 | 39 | -14  |
| 11   | Happy Valley AAP exclu |     |    |    |   |    |    |    |      |
| 12   | Tuen Mun FC exclu      |     |    |    |   |    |    |    |      |

|  | Qualification pour le tour préliminaire de la Ligue des champions de l'AFC 2015                                          |
|  | Qualification pour le barrage pour la Coupe de l'AFC 2015                                                                |
|  | Relégation directe en deuxième division                                                                                  |
|  | T : Tenant du titre C : Vainqueur de la Coupe de Hong Kong S : Vainqueur du Hong Kong Senior Shield P : Club promu de D2 |

### Matchs
| Résultats (▼dom., ►ext.) | BCR | CIT | EAA | IYL | KIT | SOU | SCA | SUN | SPS | YHK |
| Biu Chun Rangers         |     | 2-2 | 1-1 | 0-1 | 1-4 | 1-1 | 2-1 | 1-1 | 0-0 | 3-2 |
| Citizen AA               | 0-1 |     | 1-1 | 2-1 | 0-2 | 2-1 | 1-4 | 3-4 | 2-1 | 1-1 |
| Eastern Salon FC         | 3-4 | 2-2 |     | 0-1 | 2-2 | 4-1 | 0-0 | 4-2 | 3-4 | 2-0 |
| Yuen Long District SA    | 2-2 | 2-1 | 1-2 |     | 0-2 | 0-1 | 2-2 | 3-1 | 1-4 | 3-1 |
| Kitchee SC               | 4-1 | 3-1 | 3-0 | 3-1 |     | 4-0 | 1-1 | 6-2 | 3-1 | 4-1 |
| Southern District FC     | 2-1 | 1-1 | 3-2 | 1-1 | 0-1 |     | 1-1 | 2-1 | 1-2 | 2-2 |
| South China AA           | 2-0 | 3-2 | 4-2 | 2-2 | 0-0 | 3-2 |     | 2-0 | 2-2 | 3-1 |
| Sun Hei                  | 1-2 | 1-1 | 2-3 | 3-3 | 0-2 | 2-3 | 0-0 |     | 3-2 | 3-2 |
| Sun Pegasus FC           | 1-0 | 0-1 | 5-2 | 4-0 | 1-2 | 2-1 | 5-3 | 1-3 |     | 2-0 |
| Yokohama FC Hong Kong    | 4-1 | 3-2 | 1-1 | 2-1 | 0-1 | 2-2 | 1-2 | 1-3 | 1-3 |     |

#### Play-offs pour la Coupe de l'AFC
La place en Coupe de l'AFC est déterminée à l'issue d'un barrage entre les vainqueurs de la Coupe de Hong Kong et du Hong Kong Senior Shield ainsi que les 2 meilleures équipes du classement général, en dehors du champion de Hong Kong.
|  | Demi-finales         | Demi-finales   |                  |   | Finale | Finale |
|  |                      |                |                  |   |        |        |
|  |                      |                |                  |   |        |        |
|  |                      |                |                  |   |        |        |
|  | Southern District FC | 2              |                  |   |        |        |
|  | Southern District FC | 2              |                  |   |        |        |
|  | Eastern Salon FC     | 3              |                  |   |        |        |
|  | Eastern Salon FC     | 3              | Eastern Salon FC | 0 |        |        |
|  |                      |                | Eastern Salon FC | 0 |        |        |
|  |                      | South China AA | 1                |   |        |        |
|  | Sun Pegasus FC       | South China AA | 1                | 1 |        |        |
|  | Sun Pegasus FC       |                |                  | 1 |        |        |
|  | South China AA       | 3              |                  |   |        |        |
|  | South China AA       | 3              |                  |   |        |        |

## Bilan de la saison
| Championnat de Hong Kong de football 2013-2014        |                            |
| Champion                                              | Kitchee SC (6e titre)      |
| Coupes et trophées                                    |                            |
| Vainqueur de la Coupe de Hong Kong 2013-2014          | Eastern Salon FC           |
| Qualifications continentales                          |                            |
| Ligue des champions de l'AFC 2015 (tour préliminaire) | Kitchee SC                 |
| Coupe de l'AFC 2015                                   | South China AA             |
| Promotions et relégations                             |                            |
| Promus en First Division League                       | Wofoo Tai Po               |
| Promus en First Division League                       | Wong Tai Sin District R&SC |
| Relégués en Second Division League                    | Happy Valley AA            |
| Relégués en Second Division League                    | Tuen Mun FC                |